# 砂川脩弥
砂川 脩弥（すながわ しゅうや、1994年11月17日 - ）は、日本の俳優。2021年2月末にグループ自体が活動終了するまで、俳優グループ・イケ家!のメンバーとして活動していた。
沖縄県出身。エイベックス・マネジメント所属。

## 略歴
幼少期から地元沖縄にて芸能活動を始め、複数のCMに出演。
2016年、GirlsAward×avex『Boys Award Audition2nd』Boys Award賞受賞。上京し、同オーディションのファイナリストで結成された俳優グループ「イケ家！」のメンバーとなり、本格的に芸能活動を始める。
2019年、特撮テレビドラマ『仮面ライダーゼロワン』にテロリスト・滅亡迅雷.netのメンバー・滅（ホロビ） / 仮面ライダー滅役としてテレビドラマ初出演を果たした。

## 人物
- 兄と妹がいる[3]。趣味はボウリング、バスケット、食べ歩き[2]、体を動かすこと[3]。特技はバレーボール、ウォーキング・ポージング[2]。好きなものはケバブ、嫌いな食べ物はセロリ[3]。好きな色は黒[3]。

### エピソード
- 『仮面ライダーゼロワン』のオーディションを受けた際には、俳優を辞することも考えており、「合格しなかったら沖縄に帰る」と家族に伝えていたという。兄からは「目つきが悪いので悪役に向いている」と言われていたため、最初から滅役を狙っていた[6][7]。各種インタビューで「ふだんの砂川さんはとても気さくで明るい雰囲気があり、寡黙かつ冷酷な滅とはかなり印象が違いますね」[8]「砂川さんと滅はかなりギャップがありますが」[9]とあるように、本人の性格は演じている滅とは正反対である。
- 楽天Shopping Live TV[10]をきっかけに、ご当地キャラクターのふっかちゃんのぬいぐるみを所有しており、雑誌で“僕のゼロワンアイテム”として紹介している[11]。Twitter上ではふっかちゃんの公式アカウントとやり取りしている姿が見られ[12]、仮面ライダーゼロワンポータルサイトには、誕生日プレゼントにふっかちゃん柄のバッグを受け取って笑みを浮かべているオフショットが掲載されている[13]。

## 出演

### テレビドラマ
- スモーキング 第8話（2018年6月8日、テレビ東京）
- BACK STREET GIRLS-ゴクドルズ- 第2話 - 最終話（2019年2月25日 - 3月25日、MBS / 2月27日 - 3月27日、TBS） - ゴクドルズのファン 役
- 仮面ライダーゼロワン（2019年9月1日 - 2020年8月30日、テレビ朝日） - 滅 / 仮面ライダー滅 役[5]
- 絶対BLになる世界vs絶対BLになりたくない男（CSテレ朝チャンネル1） - 三好 役
  - シーズン1（2021年3月27日）
  - シーズン2（2022年3月20日）[14]
- ドラマ×イマーシブシアター『スタジオより愛をこめて』（2022年7月2日・9日、中京テレビ） - 中京テレビアナウンサー 二階堂和馬 役[15]

### 映画
- 仮面ライダーシリーズ（東映）
  - 仮面ライダー 令和 ザ・ファースト・ジェネレーション（2019年12月21日） - 滅 / 仮面ライダー滅 役[16]
  - 劇場版 仮面ライダーゼロワン REAL×TIME（2020年12月18日） - 滅 / 仮面ライダー滅 役[17]
- 貴族降臨 -PRINCE OF LEGEND-（2020年3月13日、松竹）[2]

### 配信ドラマ
- 35歳ハイスペ女の恋愛事情〜『婚外恋愛に似たもの』スピンオフ〜（2018年7月16日、dtv）[18]
- 監禁朗読劇 LOCK UP READING THEATER『The Lost Sheep』（2021年1月30日、360Channel） - 蒼井真 役[19]
- 自粛が明けたら（2021年2月21日、PLATTO） - 鈴木壮太 役[20][21]
- 名探偵は君だ〜怪奇都市伝説殺人事件〜（2021年3月31日 - 5月5日 〈全10話〉、ひかりTV）  -  烏丸一平 役[22][23]
- 仮面ライダーアウトサイダーズ ep.2 - 4・7（2023年4月9日・7月23日・10月1日・2024年12月22日、東映特撮ファンクラブ）  - 滅 / 仮面ライダー滅 役[24][25][26][27]
- ブルースカイコンプレックス（2023年2月27日 - 3月20日〈全5話〉、360Channel） - 楢崎元親 役[28]
- ショートドラマ「ワンチーム、ワンホーム」（2024年11月22日〈全6話〉、YouTube） - 陣内 役[29]

### オリジナルビデオ
- 仮面ライダーシリーズ
  - プロジェクト・サウザー（2020年4月8日・11月11日） - 滅 役[30]
  - ゼロワン Others 仮面ライダー滅亡迅雷（2021年7月14日） - 主演・滅 / 仮面ライダー滅 役[31]（※中川大輔・山口大地・中山咲月と同時主演）
  - ゼロワン Others 仮面ライダーバルカン&バルキリー（2021年11月10日） - 滅 役

### 舞台
2017年
- KEIJI（1月25日 - 29日、アフリカ座）[32]

2020年
- ROAD59 -新時代任侠特区- 第1弾（12月24日 - 27日、なかのZERO 大ホール） - 氷室ショウ 役[33]

2021年
- ミュージカル『薄桜鬼 真改』相馬主計篇（4月1日 - 4日、※4月1日公演中止 日本青年館ホール / 4月8日 - 11日、AiiA 2.5 Theater Kobe） - 三木三郎 役[34][35]
- ROAD59 -新時代任侠特区- 第2弾 摩天楼ヨザクラ抗争（4月15日 - 18日、KAAT神奈川芸術劇場 大ホール） - 氷室ショウ 役（映像出演）[36]
- 高橋悠也×東映シアタープロジェクト TXT vol.2『ID』（6月17日 - 27日、よみうり大手町ホール / 7月2日 - 4日、サンケイホールブリーゼ） - 美化委員 & ホープ 役（2役）[37]
- 方南ぐみ企画公演 朗読劇『あの空を。』（9月12日、俳優座劇場） - ヒロト役[38]
- 舞台『九識のスプリント〜いざ、駆ける瞬間〜』（10月27日 - 11月3日、 江戸川区総合文化センター 小ホール） - 山坂容太 役[39][23]
- 舞台『ROOKIES』（11月18日 - 23日、シアター1010 / 11月26日 - 28日、サンケイホールブリーゼ / 11月30日、栗東芸術文化会館さきら） - 関川秀太 役[40]

2022年
- GARNET OPERA（1月21日 - 30日、EX THEATER ROPPONGI / 2月4日 - 6日、森ノ宮ピロティホール） - 明智光秀 役[41]※大阪公演中止
- 本能バースト演劇『sweet pool』（3月12日 - 21日、天王洲 銀河劇場） - 城沼哲雄 役[42]
- ミュージカル 『FLOWER DRUM SONG』（4月23日 - 27日、※4月23日公演中止 日本青年館ホール / 4月29日・30日、森ノ宮ピロティホール） -  チャオ・ハイ・ラン 役[43]
- 舞台『弱虫ペダル』The Cadence！（7月5日 - 10日、シアター1010 / 7月16日 - 18日、COOL JAPAN PARK OSAKA TTホール） - 今泉俊輔 役[44]
- ドラマ×イマーシブシアター『スタジオより愛をこめて』（9月15日 - 20日、中京テレビ 本社） - 中京テレビアナウンサー 二階堂和馬 役[15][45]  ※19日19時公演中止（台風）
- ROAD59 -新時代任侠特区- 第3弾 摩天楼モノクロ抗争（仮題）（12月）[46]※公演延期[47]
- ミュージカル『薄桜鬼』HAKU-MYU LIVE 3（10月29日・30日、Zepp Namba / 11月11日 - 13日、Zepp DiverCity） - 三木三郎 役[48]

2023年
- DisGOONie Presents Vol.12 舞台『玉蜻 〜新説・八犬伝』（2月10日 - 19日、EX THEATER ROPPONGI / 2月25日・26日、COOL JAPAN PARK OSAKA WWホール） - 犬川荘助 役[49]
- 演劇ユニット 100点 un ・チョイス！第 19 回公演  舞台『カタチ』 （6月14日 - 18日、東京 シアターサンモール） - 梅澤一成 役[50][23]
- 舞台『弱虫ペダル』THE DAY 1 （8月4日 - 13日、天王洲 銀河劇場）  - 今泉俊輔 役[51]
- ミュージカル『コードギアス 反逆のルルーシュ 正道に准ずる騎士』（9月16日 - 18日、京都劇場 / 9月23日 - 10月1日〈23日、24日休演。27日中止〉、サンシャイン劇場） - 藤堂鏡志朗 役[52]（兼役 シャルル、バトレー）
- 舞台『鬼神の影法師』‐黎明篇‐ （11月29日 - 12月6日、あうるすぽっと） - 千家士門 役 （W主演）[53]

2024年
- 舞台『ブラッディ+メアリー』（1月26日-2月4日、こくみん共済 coop ホール / スペース・ゼロ） - 一郎・ロザリオ・ディ・マリア 役[54]
- 舞台『弱虫ペダル』THE DAY 2（3月1日 - 10日、天王洲 銀河劇場） - 今泉俊輔 役[55]
- ACTORS STAND vol.1『無垢ども』（4月17日 - 21日、赤坂RED/THEATER）- 德田 役[56][57]
- 舞台『刀剣乱舞』心伝（） つけたり奇譚の走馬灯 （6月8日 - 30日、THEATER MILANO-Za / 7月5日 - 14日、COOL JAPAN PARK OSAKA WWホール / 7月19日 - 21日、キャナルシティ劇場） - 孫六兼元 役[58]
- 舞台『鬼神の影法師』-玲瓏万華篇-（6月13日 - 23日、あうるすぽっと） - 千家士門 役（日替わりゲスト、声の出演）[59]
- 舞台『弱虫ペダル』Over the sweat and tears（8月31日 - 9月8日、シアターH） - 今泉俊輔 役[60]
- 舞台『ハンドレッドノート〜暗闇に消えた月〜』（10月3日 - 13日、品川プリンスホテル クラブeX） - 天幻次彩 役[61]
- 演劇ドラフトグランプリ THE FINAL（12月10日日本武道館）[62]

2025年
- 舞台『鬼神の影法師』-千年双月篇-（1月9日 - 21日、あうるすぽっと） - 主演・千家士門 役（谷水力とダブル主演）[63][64]
- 舞台『青のミブロ』（4月11日 - 27日、EX THEATER ROPPONGI / 4月25日 - 27日、京都劇場） - 芹沢鴨 役[65]
- Asterism⁂「NoLimit」（6月13日 - 22日〈予定〉、シアターグリーン BOX in BOX THEATER）[66]
- 舞台『ゲゲゲの鬼太郎2025』（8月2日 - 16日〈予定〉、明治座 / 8月21日 - 25日〈予定〉、大阪新歌舞伎座）[67]
- 舞台『鬼神の影法師』-陰陽寮篇-（10月16日 - 26日〈予定〉、新宿LIVE） - 主演・千家士門 役[68]

### ゲーム
- 仮面ライダーバトル ガンバライジング（2019年11月、アーケード） - 仮面ライダー滅 役[69]
- 仮面ライダー シティウォーズ（2020年、iOS・Android） - 仮面ライダー滅 役[70]
- コードギアス Genesic Re;CODE（2021年10月4日 - 2023年4月27日サービス終了、iOS・Android） - 沖田ソォジ 役[71]
- 仮面ライダーバトル ガンバレジェンズ（2023年、アーケード） - 仮面ライダー滅 役
- ROAD59 -新時代任侠区- 摩天楼モノクロ抗争（2025年、コンシューマー） - 氷室ショウ 役[72]

### Webアニメ
- 仮面ライダーゼロワン ショートアニメ EVERYONE'S DAILY LIFE 第3話・第5話（2020年9月13日・2021年2月1日、東映特撮ファンクラブ） - 滅 役

### 配信番組
- 恋をちょっぴり忘れたあなたに #3・#14（2016年10月17日・11月14日、AbemaTV）[73][74]
- Rakuten Shopping Live TV（2016年 - 2018年）[75]
- 銭湯男子 #1・#6（2017年1月16日・2月20日、AbemaTV）[76][77]

### CM
- 三ツ矢サイダー「ココロが欲しがる 夏」編（2013年） - 制服を着た高校生 役
- オリオンビール
  - 「10周年記念2015オリオンサザンスター」（2015年）[78]
  - 「Beach CAFE」篇（2017年）
  - 新サザンスター「超絶！爽快」篇 （2022年）[79]

#### 広告
- YOKANGブライダル 新郎モデル（2016年 - 2017年）[80]
- AEON（2018年）[81]

### ラジオ
- ROAD59 -新時代ラジオ特区- （2021年4月9日〈第1回〉 - 2022年2月25日〈第45回〉、響ラジオステーション/ YouTube〈アーカイブ〉）
- ROAD59 -新時代任侠特区- 天海区放送局（2022年〈第11回、第12回〉、響ラジオステーション）

### イベント
- 超英雄祭 KAMEN RIDER × SUPER SENTAI LIVE & SHOW 2020（2020年1月22日、横浜アリーナ）
- 仮面ライダーゼロワン ファイナルステージ&番組キャストトークショー（2020年9月27日、大阪 / 10月3日、名古屋 / 10月10日、福岡 / 10月17日・18日、東京 ※スペシャルデー）
- 砂川脩弥ファンミーティング2022 （2022年3月27日、1部・2部 グレースバリ渋谷店 グランデ） 配信あり
- 砂川脩弥ファンミーティング2023（2023年3月19日、1部・2部 THE BAGUS PLACE）

#### その他
- a-books CALENDAR photo gallery （2021年12月9日-16日 WONDER PHOTO SHOP）
- 砂川脩弥 写真展「都旅」（2022年11月12日-20日 tokyoarts gallery）
- ACTORS☆LEAGUE in Games 2025（2025年6月10日、東京ガーデンシアター）[82]

### DVD
- LOOK （2023年9月）

### 玩具
- 仮面ライダーゼロワン DXメモリアルプログライズキーセット SIDE 滅亡迅雷.net（2021年2月） - 滅 役

## 書籍

### 写真集
- 砂川脩弥 ファースト写真集『BASE』（2021年2月3日、ワニブックス）[83] ISBN 978-4-8470-8350-1
- 砂川脩弥 セカンド写真集『By me…』（2025年9月5日発売予定、KADOKAWA）[84]ISBN 978-4-0489-7899-6

### カレンダー
- 砂川脩弥卓上カレンダー2020（2019年）[85]
- 砂川脩弥卓上カレンダー2022（2021年）
- 砂川脩弥卓上カレンダー2023（2022年）
- 砂川脩弥卓上カレンダー2024（2023年）

### 電子書籍
- 砂川脩弥 推しメンFile（2023年12月22日、講談社）[86]

### 関連書籍
- 滅亡迅雷.book（2020年）[87]
- 滅亡迅雷.book ver.2（2020年）[88]
- SODA特別編集仮面ライダーゼロワンアクターズビジュアルブック（2020年）[89]
- ビジュアルシリーズ 仮面ライダーゼロワン全バトルクロニクル 講談社MOOK（2020年）
- 仮面ライダーゼロワン写真集 New era（2020年）[90]
- きみはぼくを照らす光 仮面ライダーゼロワン aruto ja naito book（2020年）[91]
- 仮面ライダーゼロワン超全集（2020年）
- OFFICIAL PERFECT BOOK 仮面ライダーゼロワン公式完全読本 ZERO-ONE AUTHORIZE NEW ERA（2021年）

## ディスコグラフィ

### 参加楽曲
| 発売日       | 商品名                                      | 歌                                                   | 楽曲                                  | 備考 |
| ------------ | ------------------------------------------- | ---------------------------------------------------- | ------------------------------------- | ---- |
| 2022年6月8日 | 仮面ライダー 50th Anniversary SONG BEST BOX | ユートピア（中川大輔、砂川脩弥、山口大地、中山咲月） | 「S.O.S 50th Anniversary COVER Ver.」 |      |